# Zoysia macrantha
Zoysia macrantha là một loài thực vật có hoa trong họ Hòa thảo. Loài này được Desv. miêu tả khoa học đầu tiên năm 1831.